# Lago Linnhe

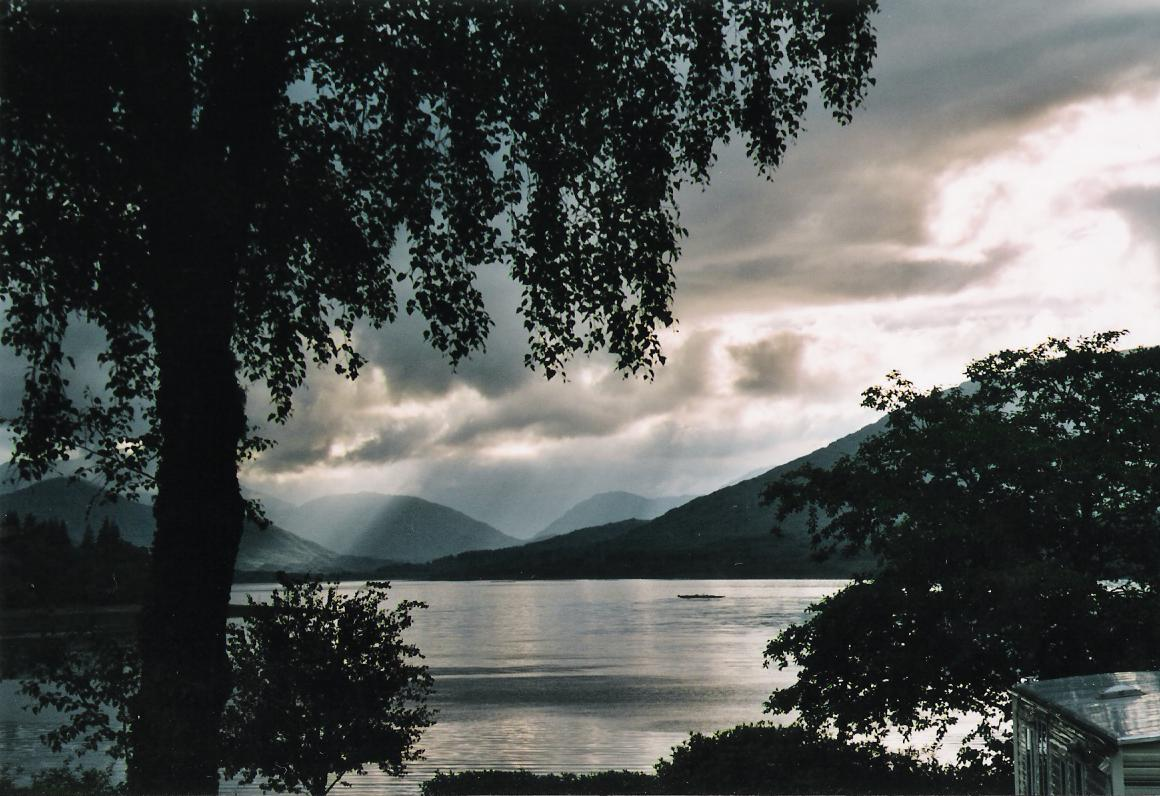
Lago Linnhe.

Lago Linnhe é um lago na costa oeste da Escócia. A parte mais alta de Corran é conhecida no gaélico como An Linne Dhubh (a piscina negra, originalmente conhecida como Loch Abar) e a jusante como An Linne Sheileach (a piscina salgada). O nome Linnhe é derivado da palavra gaélica linne, que significa "piscina".
O lago Linnhe segue a linha da falha de Great Glen e é o único lago marítimo ao longo da falha.